# 8월 혁명
8월 혁명(베트남어: Cách mạng tháng Tám, 革命𣎃𠔭)은 1945년 8월 17일에 베트남의 비엣민이 총 봉기하여 베트남 제국(응우옌 왕조)를 전복시킨 혁명이다. 이 혁명의 결과 베트남 민주공화국이 세워졌지만, 일본군에 승리한 프랑스군이 다시 인도차이나를 식민지화하려고 시도하자 유혈 항쟁이 벌어져 제1차 인도차이나 전쟁으로 이어지게 되었다.

## 비엣민의 결성
인도차이나 공산당은 프랑스의 식민지 지배로부터의 해방을 목표로 결성되었다. 제2차 세계 대전 발발과 프랑스가 독일에 항복하자 동요하는 인도차이나 식민지 정부에 대항하여 인민 봉기를 유도했지만 모두 실패했다. 이윽고 비시 프랑스와 결탁한 일본 제국의 프랑스령 인도차이나 침공이 이루어졌다. 인도차이나 공산당은 일본과 프랑스 두 나라 모두를 배제하고 독자적인 해방을 목표로 했다.
1941년 2월, 코민테른의 지도를 받은 호찌민이 중국을 통해 귀국하면서 중국과 베트남 국경 근처 까오방 성의 산에 근거지를 두고 직접 베트남 혁명을 지도하게 되었다. 호찌민은 더 광범위한 인민 대중을 결집해 반 프랑스 항일 민족 통일 전선을 결성하기 위해 같은 해 5월 19일, 베트남 독립 동맹, 약칭 비엣민(월맹)을 결성했다. 비엣민은 충칭 주재 미국 정보기관 OSS에서 무기원조를 받는 등 게릴라 투쟁을 벌이며 산에 혁명 근거지를 확대했지만, 평지의 일본군이나 프랑스군에 대항하지는 못했다.
1944년에는 프랑스의 비시 정권은 붕괴하였고 아시아 태평양에서 일본의 패색이 짙어졌다. 베트남에 주둔한 일본군 제38군은 1945년 3월 9일 명호작전을 발동하였고, 프랑스 식민지군을 공격해 무장 해제시키고 인도차이나 식민지 정부를 전복시켰다. 그러자 프랑스의 비호에서 살아남은 응우옌 왕조는 일본에 순순히 복종을 선언하고 베트남 제국을 수립했다.

## 궐기
원폭 투하 직후인 1945년 8월 중순 일본이 포츠담 선언을 수락할 시점이 가까워졌다는 정보를 얻은 호찌민은 8월 13일 밤 총봉기령을 내렸다. 8월 14일에는 일본 정부가 항복을 예고했고, 8월 17일에는 하노이에서 쩐통킴(陳仲金) 정부를 옹호하는 집회가 비엣민의 선동에 의해 점령되어, 베트남의 완전 독립을 외치는 대중 시위로 옮겨가면서 혁명은 시작되었다. 8월 19일에는 하노이의 비엣민은 보안대와 경찰서 등 정부 기관을 접수하는데 성공했다. 보안대와 경찰도 대세를 지켜보면서, 비엣민 측으로 붙는 사람이 늘어났다. 이미 항복을 명령을 받은 일본군은 오직 사태를 방관할 뿐이었다.
8월 23일에는 후에에서, 25일에는 사이공에서도 인민 봉기로 비엣민이 권력을 탈취하였고, 26일에는 호찌민이 하노이로 들어갔다. 그리고 8월 30일, 후에에서 바오다이 황제는 ‘퇴위 칙서’를 발표하고 퇴위를 선언했다. 일본 정부가 포츠담 선언에 서명한 9월 2일에 호찌민은 하노이 시내의 광장에서 대중 집회를 개최하였고 베트남 민주공화국의 독립을 선언했다. 그리하여 1945년 9월 2일 응우옌 왕조는 붕괴되었다.
일본군은 자신들의 무기 인도는 거절하였지만, 프랑스 군에게서 몰수한 무기의 인도에는 적극적으로 응했다. 또한 많은 일본군 장병들이 군을 탈주하여 비엣민에 참가하여, 베트남 군인에 군사 훈련을 시켰다.
9월 3일 이후에도 프랑스가 아직 복귀하지 않는 권력의 공백을 틈타 혁명을 성공시킨 비엣민은 이후에도 꾸준히 힘을 모아 갔다.

## 점령군의 진주
1945년 7월에 열린 포츠담 회의에서 인도차이나 문제는 북위 16도선을 경계로 북쪽은 중화민국군, 남쪽은 영국군이 주둔하면서 약 6만에 이르는 인도차이나 주둔 일본군의 무장을 해제하고 프랑스 군에 인계하는 것으로 결정되었다. 9월 6일 인도제국군을 이끈 클레이시 장군의 부대가 사이공에 입성하였고, 9일에는 루한(盧漢) 장군이 이끄는 중국군이 하노이에 입성했다. 진주군은 일본군 수용소에 갇혀 있던 프랑스군을 풀어주었고, 9월 21일에는 영국 해군 함정을 타고 프랑스군 부대가 사이공에 도착했다.
필립 르클레르 장군이 이끄는 프랑스 군은 먼저 남베트남의 지배를 공고히 했고, 1946년 초에는 영국군 부대가 철수했다. 같은 해 2월 28일, 프랑스는 충칭의 국민당 정부와 협의하여 북베트남에 진주하던 중국군을 3월 말까지 철수하게 했다. 프랑스는 화교의 치외법권을 철폐하고, 상해 프랑스 조계와 광저우만 조차지를 반환한다는 합의를 했다.

## 같이 보기
- 베트남의 역사
- 프랑스령 인도차이나
- 베트남 제국
- 베트남 독립 선언

1. ↑  Maclear 2002.